# Седини
Седини (итал. Sedini) је насеље у Италији у округу Сасари, региону Сардинија.
Према процени из 2011. у насељу је живело 1231 становника. Насеље се налази на надморској висини од 336 м.

## Становништво
Према резултатима пописа становништва 2011. у општини је живело 1.378 становника.
| 1931. | 1936. | 1951. | 1961. | 1971. | 1981. | 1991. | 2001. | 2011. |
| ----- | ----- | ----- | ----- | ----- | ----- | ----- | ----- | ----- |
| 1.946 | 2.045 | 2.288 | 2.186 | 1.750 | 1.542 | 1.543 | 1.461 | 1.378 |